# Ceritinib
Le ceritinib est une molécule, inhibiteur de l'ALK, en cours de test comme médicament anticancéreux.

## Efficacité
Il est efficace dans le traitement des cancers non à petites cellules pulmonaires comportant une fusion EML4-ALK, même en cas de résistance au crizotinib.